# مايك لي (ملاكم)
مايك لي (بالإنجليزية: Mike Lee)‏ (1987 - ) هو ملاكم أمريكي.

## روابط خارجية
- مايك لي على موقع بوكس ريك (الإنجليزية) (registration required)